# Xuân Hoàng
Xuân Hoàng (tên thật là Nguyễn Đức Hoàng; 1925-2004) là nhà thơ Việt Nam, được tặng Giải thưởng Nhà nước về Văn học Nghệ thuật năm 2007.

## Tiểu sử
Xuân Hoàng, tên khai sinh là  Nguyễn Đức Hoàng, bút danh Minh Thi, quê cha là xã Phước Hoà, huyện Tuy Phước, tỉnh Bình Định, nhưng ông sinh ngày 15 tháng 11 năm 1925 tại quê mẹ là Thị xã Đồng Hới, tỉnh Quảng Bình.
Xuân Hoàng sinh ra và lớn lên ở Quảng Bình. Ông học chữ Hán từ lúc tuổi vỡ lòng, học bậc tiểu học ở Đồng Hới, rồi vào Huế học tiếp trung học. Học hết bậc trung học năm 1945, ông theo cách mạng làm nghề dạy học, làm cán  bộ văn hóa; làm báo; hoạt động văn nghệ ở Liên khu IV, là Phó chủ tịch Hội Sáng tác Văn nghệ Liên Khu 4.
Năm 1959, ông về công tác ở Nhà xuất bản Văn học với cương vị Trưởng phòng biên tập Văn học hiện đại. Năm 1963, theo lời đề nghị của tỉnh Quảng Bình, ông rời thủ đô Hà Nội, đưa gia đình về  Quảng Bình để xây dựng Hội văn nghệ địa phương. Cũng từ đó anh trở thành người anh cả, góp công lớn bồi dưỡng, vun đắp nên lực lượng sáng tác văn nghệ Quảng Bình với những tên tuổi được mến mộ như Lâm Thị Mỹ Dạ, Lê Thị Mây, Trần Nhật Thu, Hoàng Vũ Thuật, Hải Kỳ, Nguyễn Khắc Phê, Trần Công Tấn, Văn Lợi, Hữu Phương, Mai Văn Hoan... Sau 1965, ông làm Phó chủ tịch, rồi Chủ tịch Hội Văn nghệ Bình Trị Thiên.
Ông là hội viên sáng lập Hội Nhà văn Việt Nam từ năm 1952 và tham gia Đại hội lần thứ nhất năm 1957.
Ông mất ngày 26 tháng 1 năm 2004 tại Thành phố Hồ Chí Minh.

## Sự nghiệp
Xuân Hoàng là một trong những hội viên kỳ cựu của Hội Nhà văn Việt Nam. Từ năm 1984, ông đã là một trong 32 nhà thơ được tuyển chọn trong công trình nghiên cứu Nhà thơ Việt Nam hiện đại của Viện Văn học, thuộc Ủy ban Khoa học Xã hội Việt Nam.
Đánh giá về đời thơ, đường thơ của Xuân Hoàng, nhà thơ Chế Lan Viên nói rằng: “Xuân Hoàng là nhà thơ của Quảng Bình”. Trong gia tài thi ca của ông với các tập thơ và trường ca đã xuất bản, có một dòng tác phẩm xuyên suốt viết về quê hương Quảng Bình.
Xuân Hoàng đã xuất bản 16 tập thơ và 2 tập truyện ký, 2 tập tự truyện. Đó là các tập thơ: Tiếng hát quê hương (1959 - in chung với Minh Huệ), Miền Trung (1967), Hương đất biển (1971), Biển và bờ (1976), Dải đất vùng trời (1976), Về một mùa gió thổi (1983), Quảng cách lặng im (1984), Thời gian và quãng cách (1990), Thơ tình Xuân Hoàng (1991), Thơ tình gửi Huế (1995), Nỗi niềm trao gửi (1997), Gửi quê hương (1997); 2 bản trường ca: Du kích sông Loan (1963), Từ tiếng võng làng Sen (1983); tập văn xuôi: Những cánh buồm đỏ (truyện ký, 1970), Đá trắng (truyện ký, in chung với Nguyễn Đình Hồng, 1971), Âm vang thời chưa xa (tự truyện), tập I (1996), Âm vang thời chưa xa (tự truyện), tập II (2000).
Ông đã nhận được giải thưởng về thơ của Đoàn Văn nghệ kháng chiến Liên khu 4, giải thưởng Văn học Bình Trị Thiên, tặng thưởng của Ủy ban toàn quốc Liên hiệp Văn học nghệ thuật Việt Nam năm 1996 cho tập hồi ký "Âm vang thời chưa xa".
Năm 2007, ông được tặng Giải thưởng Nhà nước về Văn học Nghệ thuật với các tập thơ: Miền Trung, Hương đất biển và trường ca Từ tiếng võng làng Sen.

## Tác phẩm chính

### Thơ, trường ca
- Tiếng hát quê hương (1959 - in chung với Minh Huệ),
- Du kích Sông Loan (trường ca, 1963),
- Miền Trung (thơ, 1967),
- Hương đất biển (thơ, 1971),
- Biển và Bờ (thơ, 1974),
- Dải đất vùng trời (tuyển thơ, 1970),
- Về một miền gió thổi (thơ, 1983),
- Từ tiếng võng làng Sen (trường ca, 1983),
- Quãng cách lặng im (thơ, 1984),
- Thời gian và quãng cách (1990)
- Hoa quê Bác (thơ in chung, 1991),
- 100 bài Xônê (thơ, 1991),
- Thơ tình Xuân Hoàng (1991),
- Thơ tình gửi Huế (1995),
- Nỗi niềm trao gửi (1997),
- Gửi quê hương (1997)...

### Văn xuôi
- Những cánh buồm đỏ (truyện ký, 1970),
- Đá trắng (truyện ký, in chung với Nguyễn Đình Hồng,
- Thời gian và quãng cách (truyện, 1990),
- Âm vang thời chưa xa (hồi ký, tập I, 1996; tập II, 2000).

## Vinh danh
- Giải thưởng Nhà nước về Văn học Nghệ thuật năm 2007
- Tại kỳ họp thứ 3 Hội đồng nhân dân tỉnh Quảng Bình khóa XVIII đã thông qua Nghị quyết lấy tên Xuân Hoàng đặt tên cho một con đường ở Thành phố Đồng Hới (Quảng Bình).[8]

### Giải thưởng văn học
- Giải thưởng về thơ của đoàn Văn nghệ kháng chiến Liên Khu 4 và Hội Văn nghệ Bình Trị Thiên tặng từ năm 1947 đến 1989,
- Tặng thưởng của Uỷ ban toàn quốc Liên hiệp các Hội Văn học Nghệ thuật Việt Nam 1996 cho tập hồi ký “Âm vang thời chưa xa”.